# Ennetières-en-Weppes
Ennetières-en-Weppes ist eine französische Gemeinde im Département Nord in der Region Hauts-de-France. Sie gehört zum Kanton Lille-6 im Arrondissement Lille. Die Bewohner nennen sich Ennetiérois.

## Geografie
Die Gemeinde Ennetières-en-Weppes liegt acht Kilometer westlich der Innenstadt von Lille. Sie grenzt im Nordosten an Prémesques, im Osten an Capinghem und Sequedin (Berührungspunkt), im Südosten an Englos, im Süden an Escobecques, im Südwesten an Radinghem-en-Weppes, im Westen an Bois-Grenier und im Nordwesten an La Chapelle-d’Armentières. Durch das Gemeindegebiet von Ennetières-en-Weppes verlaufen die Autoroute A25 und die Hochgeschwindigkeits-Eisenbahnstrecke LGV Nord.

## Bevölkerungsentwicklung
| Jahr                       | 1962 | 1968 | 1975 | 1982 | 1990 | 1999 | 2008 | 2013 | 2020 |
| Einwohner                  | 1021 | 1012 | 1036 | 1093 | 1162 | 1126 | 1093 | 1275 | 1299 |
| Quellen: Cassini und INSEE |      |      |      |      |      |      |      |      |      |

## Sehenswürdigkeiten
- Kirche Saint-Martin, 1829 eebaute Rekonstruktion einer auf das Jahr 1795 datierten Kirche, von der eine Ruine übriggeblieben war (Marienskulptur und Altar als Monuments historiques geschützt)
- Fort Englos
- Gefallenendenkmal

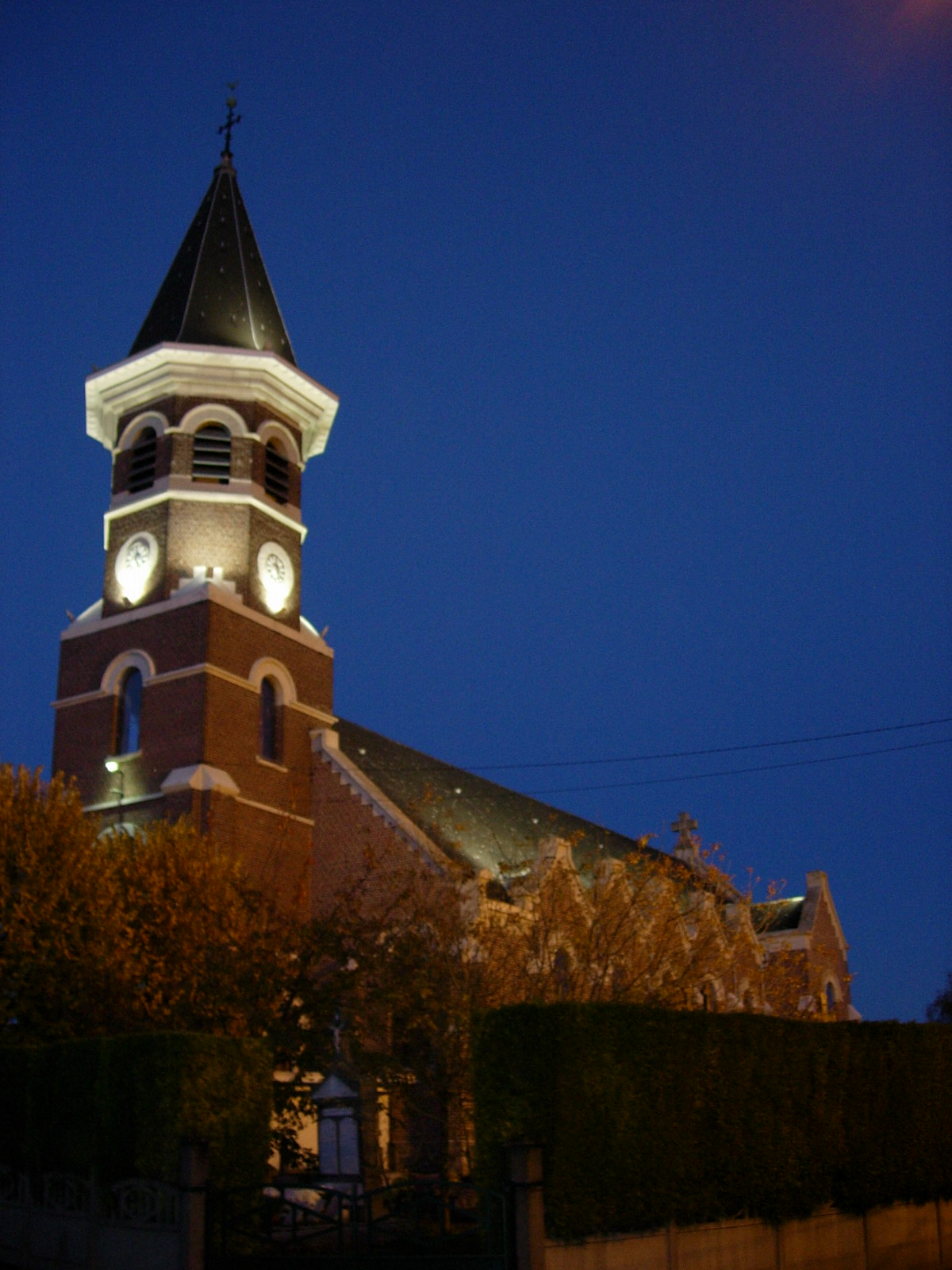
Kirche Saint-Martin
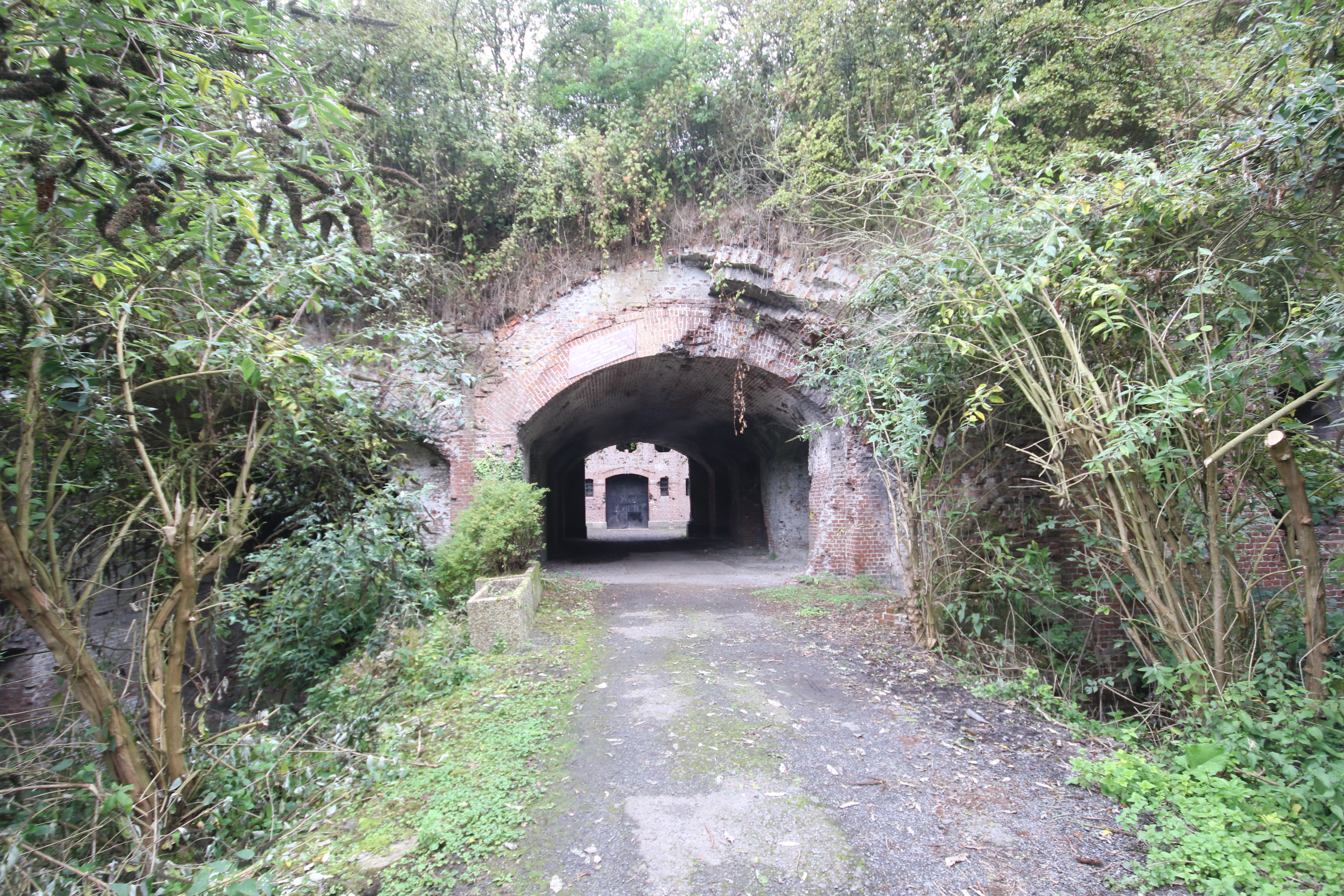
Eingang zum Fort Englos
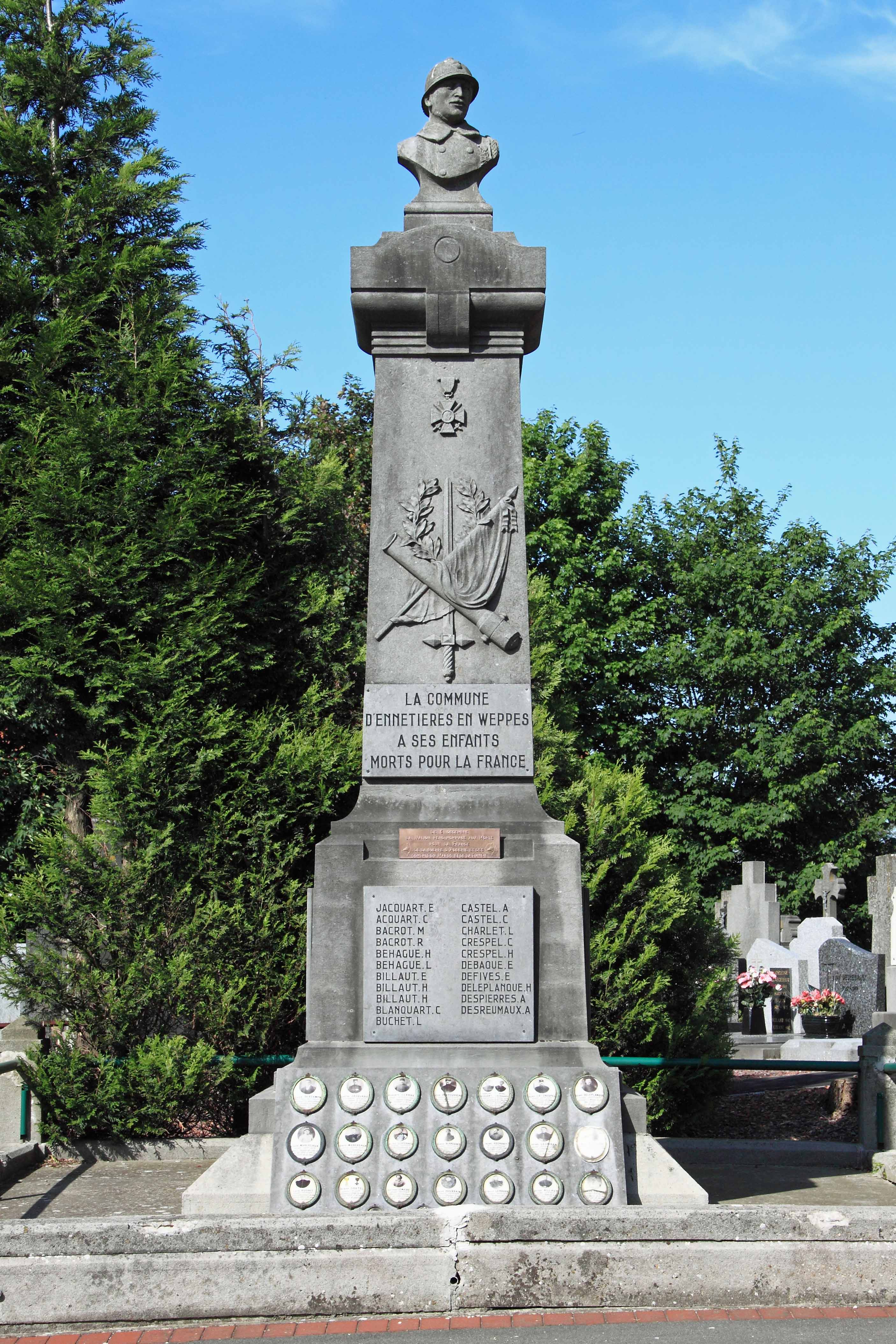
Gefallenendenkmal